# باکونی‌پولوشکه
باکونی‌پولوشکه (به مجاری: Bakonypölöske) یک شهرداری در مجارستان است که در ناحیه پاپا واقع شده‌است. باکونی‌پولوشکه ۱۱٫۰۴ کیلومتر مربع مساحت و ۴۱۱ نفر جمعیت دارد.